# Atlasbjergene
Atlasbjergene er en række  bjergkæder i det nordvestlige Afrika, der strækker sig over 2.450 km gennem Marokko, Algeriet og Tunesien. Bjergkædens højeste punkt hedder Toubkal og har en højde på 4165 m, og ligger i det sydvestlige Marokko. Atlasbjergene skiller Middelhavet og Atlanterhavet fra Saharaørkenen, og kan inddeles  i seks mindre bjergkæder:
- Mellematlas (Marokko)
- Høje Atlas (Marokko)
- Antiatlas (Marokko)
- Tell Atlas (Algeriet, Tunesien)
- Sahariske Atlas (Algeriet)
- Aurèsbjergene (Algeriet, Tunesien)

Beboerne i bjergene er primært berbere i Marokko og arabere i Algeriet.